# Ramsau im Zillertal
Ramsau im Zillertal ist eine Gemeinde mit 1745 Einwohnern (Stand 1. Jänner 2025) im Zillertal und gehört zum Bezirk Schwaz in Tirol (Österreich). Die Gemeinde liegt im Gerichtsbezirk Zell am Ziller.

## Geografie
Ramsau liegt im hinteren Zillertal, östlich des Ziller. Das Gemeindegebiet reicht von 600 Meter über dem Meer am Ziller bis zum 2350 Meter hohen Hochfeld. Die Gemeinde hat eine Fläche von neun Quadratkilometer. Davon ist mehr als die Hälfte bewaldet, ein Viertel wird landwirtschaftlich genutzt und neun Prozent sind Almen.

### Gemeindegliederung
Ortsteile sind der Hauptort Ramsau im Talboden, südlich davon auf einer Terrassenstufe (Ober- und Unter-)Bichl und Ramsberg als Streusiedlung am Hang.

### Nachbargemeinden
| Zell am Ziller |                                             | Hainzenberg |
| Hippach        | Kompassrose, die auf Nachbargemeinden zeigt |             |
| Schwendau      | Mayrhofen                                   | Brandberg   |

## Geschichte
Das Gemeindegebiet kam im 9. Jahrhundert zusammen mit dem ganzen Zillertal unter die Herrschaft des Salzburger Erzbischofs. Die erste schriftliche Erwähnung von Ramsowe (Ramsau) erfolgte 1188 in einer Schenkungsurkunde des Salzburger Erzbischofs an das Johannesspital in Stumm. Der Name ist ein im Alpenraum häufiger Flurname und bedeutet „Raben-Au“, möglich ist aber auch „Bärlauchaue“ (althochdeutsch ramsowa). „Ramsberg“ wird erstmals 1350 urkundlich erwähnt. In dieser Zeit des langsamen Siedlungsausbaus wird genau zwischen der Bergsiedlung Ramsberg und dem im Tal gelegenen Ramsau unterschieden. Grundeigentümer waren neben dem Salzburger Erzbischof die Tiroler Landesfürsten, die Herren von Rottenburg, das Benediktinerstift St. Georgenberg und die Herzöge von Bayern.
Im 16. Jahrhundert wird erstmals ein „Hauptmann von Ramsperg“ genannt. Zu den Aufgaben dieses jährlich wechselnden Ortsvorstehers zählte das Eintreiben der Abgaben.
Durch die Knappen des Goldbergbaus in Zell hatte sich im 17. Jahrhundert der Protestantismus stark verbreitet. Im Jahr 1837 wurden 102 Ramsauer Protestanten zur Auswanderung nach Schlesien und in die Steiermark gezwungen.
Im Jahr 1817 wurde Ramsberg eine eigenständige Gemeinde. Da sich im 20. Jahrhundert der Schwerpunkt des Gemeindelebens von Ramsberg nach Ramsau verlagerte, wurde 1978 der Gemeindename in „Ramsau“ geändert.

### Bevölkerungsentwicklung

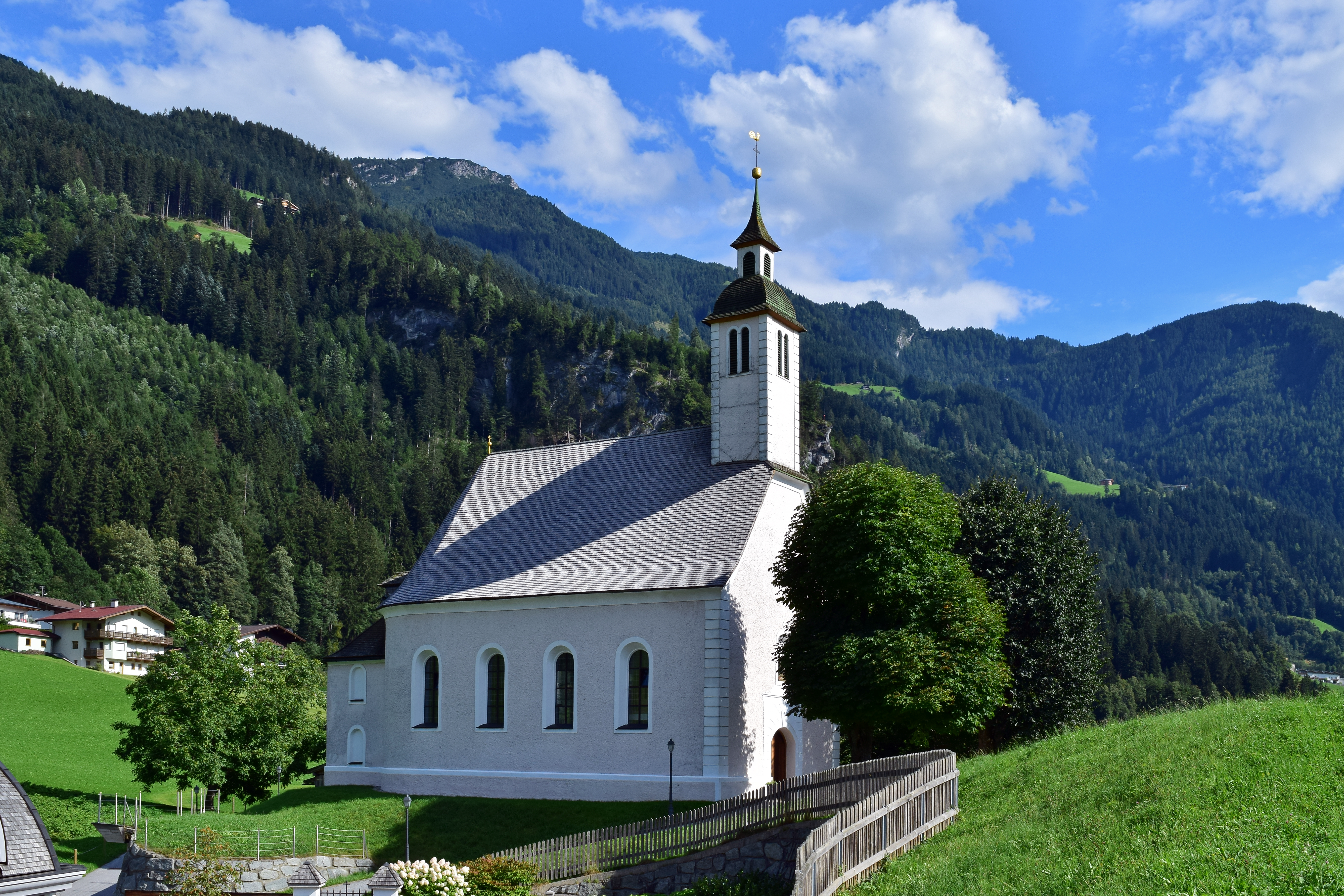
Filialkirche Maria sieben Schmerzen

| Ramsau im Zillertal: Einwohnerzahlen von 1869 bis 2024 | Ramsau im Zillertal: Einwohnerzahlen von 1869 bis 2024 | Ramsau im Zillertal: Einwohnerzahlen von 1869 bis 2024 | Ramsau im Zillertal: Einwohnerzahlen von 1869 bis 2024 | Ramsau im Zillertal: Einwohnerzahlen von 1869 bis 2024 |
| ------------------------------------------------------ | ------------------------------------------------------ | ------------------------------------------------------ | ------------------------------------------------------ | ------------------------------------------------------ |
| Jahr                                                   |                                                        |                                                        |                                                        | Einwohner                                              |
| 1869                                                   | 1869                                                   |                                                        | 387                                                    | 387                                                    |
| 1880                                                   | 1880                                                   |                                                        | 379                                                    | 379                                                    |
| 1890                                                   | 1890                                                   |                                                        | 368                                                    | 368                                                    |
| 1900                                                   | 1900                                                   |                                                        | 368                                                    | 368                                                    |
| 1910                                                   | 1910                                                   |                                                        | 358                                                    | 358                                                    |
| 1923                                                   | 1923                                                   |                                                        | 362                                                    | 362                                                    |
| 1934                                                   | 1934                                                   |                                                        | 496                                                    | 496                                                    |
| 1939                                                   | 1939                                                   |                                                        | 486                                                    | 486                                                    |
| 1951                                                   | 1951                                                   |                                                        | 571                                                    | 571                                                    |
| 1961                                                   | 1961                                                   |                                                        | 644                                                    | 644                                                    |
| 1971                                                   | 1971                                                   |                                                        | 824                                                    | 824                                                    |
| 1981                                                   | 1981                                                   |                                                        | 1.007                                                  | 1.007                                                  |
| 1991                                                   | 1991                                                   |                                                        | 1.166                                                  | 1.166                                                  |
| 2001                                                   | 2001                                                   |                                                        | 1.420                                                  | 1.420                                                  |
| 2011                                                   | 2011                                                   |                                                        | 1.568                                                  | 1.568                                                  |
| 2021                                                   | 2021                                                   |                                                        | 1.672                                                  | 1.672                                                  |
| 2024                                                   | 2024                                                   |                                                        | 1.744                                                  | 1.744                                                  |
| Quelle(n): Statistik Austria, Gebietsstand 1.1.2021    |                                                        |                                                        |                                                        |                                                        |

## Kultur und Sehenswürdigkeiten
- Filialkirche Maria sieben Schmerzen

## Wirtschaft und Infrastruktur
Wirtschaftlich bedeutend ist neben dem Tourismus der Autozulieferbetrieb AL-KO.

### Wirtschaftssektoren
Von den 37 landwirtschaftlichen Betrieben des Jahres 2010 wurden 23 im Haupt-, zehn im Nebenerwerb und vier von juristischen Personen geführt. Diese vier bewirtschafteten 29 Prozent der Flächen. Im Produktionssektor waren vier Firmen tätig. Sie beschäftigten fast 300 der 400 Erwerbstätigen. Die größten Arbeitgeber im Dienstleistungssektor waren die Bereiche Handel und soziale und öffentliche Dienste.
| Wirtschaftssektor            | Anzahl Betriebe | Anzahl Betriebe | Erwerbstätige | Erwerbstätige |
| Wirtschaftssektor            | 2011            | 2001            | 2011          | 2001          |
| ---------------------------- | --------------- | --------------- | ------------- | ------------- |
| Land- und Forstwirtschaft 1) | 37              | 40              | 44            | 30            |
| Produktion                   | 16              | 16              | 417           | 342           |
| Dienstleistung               | 107             | 67              | 414           | 344           |

1) Betriebe mit Fläche in den Jahren 2010 und 1999
| Im Jahr 2011 lebten 800 Erwerbstätige in Ramsau. Davon arbeiteten 250 in der Gemeinde und zwei Drittel pendelten aus. Dafür kamen mehr als 600 Menschen aus der Umgebung zur Arbeit nach Ramsau. Die Anzahl der Übernachtungen stieg von 170.000 im Jahr 2010 auf 200.000 im Jahr 2019. Diese verteilen sich auf zwei Saisonen, wobei der Winter deutlich stärker ist. | Die zur Anzeige dieser Grafik verwendete Erweiterung wurde dauerhaft deaktiviert. Wir arbeiten aktuell daran, diese und weitere betroffene Grafiken auf ein neues Format umzustellen. (Mehr dazu) |

### Verkehr
Ramsau ist über die Zillertalstraße und die Zillertalbahn mit den Haltestellen Ramsau-Hippach und Ramsau i. Z. Bühel erreichbar. Die Zillertal-Bundesstraße B169 führt durch den Ortsteil Ramsau und am Ortsteil Bühel vorbei, der Ramsberg ist mit zum Teil schmalen, aber durchgehend asphaltierten Bergstraßen erschlossen. Eine dieser Straßen führt zum südlichen Endpunkt der Scheitelstrecke der Zillertaler Höhenstraße.

## Politik

### Gemeinderat
In den Gemeinderat werden dreizehn Mandatare gewählt:
| Partei                                          | 2022    | 2022    | 2016    | 2016    | 2010  | 2010    | 2004  | 2004    |
| Partei                                          | Prozent | Mandate | Prozent | Mandate | %     | Mandate | %     | Mandate |
| ----------------------------------------------- | ------- | ------- | ------- | ------- | ----- | ------- | ----- | ------- |
| ZukunftRamsau – Liste des Bürgermeisters        | 53,85   | 7       | 63,62   | 8       | 38,28 | 5       |       |         |
| Allgemeine Liste Ramsau                         | 36,19   | 5       | 36,38   | 5       | 38,67 | 6       | 53,33 | 7       |
| Unser Ramsau – Gemeinsam in die Zukunft         | 09,97   | 1       |         |         |       |         |       |         |
| Unabhängige Liste Ramsau                        |         |         |         |         | 10,78 | 1       | 25,04 | 3       |
| Ramsauer Gemeinschaftsliste – frei & unabhängig |         |         |         |         | 12,27 | 1       | 21,63 | 3       |

### Bürgermeister
Bürgermeister von Ramsau im Zillertal ist Friedrich Steiner.

### Wappen
Das folgende Wappen wurde der Gemeinde am 14. März 1980 verliehen: In Gold ein schwarzer Rabe.

## Persönlichkeiten

### Ehrenbürger
- Paul Öttl (1932–2020), Pfarrer von Zell am Ziller 1983–2001[16]

### Söhne und Töchter der Gemeinde
- Mathias Mauracher (1788–1857), Orgelbauer
- Engelbert Kolland (1827–1860), Franziskaner und Märtyrer
- Philipp Aschenwald (* 1995), Skispringer